# 1974年の日本シリーズ
1974年の日本シリーズ（1974ねんのにっぽんシリーズ、1974ねんのにほんシリーズ）は、1974年10月16日から10月23日まで行われたセ・リーグ優勝チームの中日ドラゴンズとパ・リーグ優勝チームのロッテオリオンズによる第25回プロ野球日本選手権シリーズである。

## 概要
金田正一監督率いるロッテオリオンズと読売ジャイアンツのV10を阻んだ与那嶺要監督率いる中日ドラゴンズの対決となった。ジョージ・アルトマンを負傷で欠き、有藤道世もケガを押しての出場と戦力的には不利だったが同年の日本シリーズはロッテが4勝2敗で勝利し、毎日時代の1950年以来2度目の日本一を果たした。
ロッテは年間勝率1位でのシリーズ出場はこの年が最後。2005年はプレーオフ勝利によるパ・リーグ優勝で年間勝率は2位、2010年はパ・リーグ3位でクライマックスシリーズ勝利による出場である。
中日はこの年を皮切りに日本シリーズ6回連続敗退でこれはシリーズ記録。2007年は日本一になったが2位からの出場で、1位からの出場はこの年から8回連続敗退で現在も継続中である。
第1戦、2戦および4戦が逆転、第6戦が延長戦と混戦だった。また、両チームともに守りにミスが多く、特に8対5とロッテが制した第2戦では両チームともに3失策。6試合で計17失策であった。また、第2戦では両チーム合わせて13人の投手を起用する試合になった（新記録）。MVPは弘田澄男が獲得。
当時ロッテは宮城県仙台市の宮城球場を暫定本拠地としていたが、設備上の問題もありロッテ主管は後楽園球場で行われた。
1・2・6・7戦が当初のスケジュールで平日開催だったのはこの年が最後である（雨天順延の例を除く）。
なお、第1戦に中日が勝利した時点で、セ・リーグチームの勝敗が81勝57敗3引分、第3戦時点でも82勝58敗3引分で、ともにセ・リーグの勝ち越しが24となった。これが2021年終了時点でも両リーグ通じて日本シリーズ史上最多の勝ち越しである。

## 試合結果
| 日付                                    | 試合   | ビジター球団（先攻） | スコア | ホーム球団（後攻） | 開催球場   |
| --------------------------------------- | ------ | -------------------- | ------ | ------------------ | ---------- |
| 10月16日（水）                          | 第1戦  | ロッテオリオンズ     | 4 - 5  | 中日ドラゴンズ     | 中日球場   |
| 10月17日（木）                          | 第2戦  | ロッテオリオンズ     | 8 - 5  | 中日ドラゴンズ     | 中日球場   |
| 10月18日（金）                          | 移動日 | 移動日               | 移動日 | 移動日             | 移動日     |
| 10月19日（土）                          | 第3戦  | 中日ドラゴンズ       | 5 - 4  | ロッテオリオンズ   | 後楽園球場 |
| 10月20日（日）                          | 第4戦  | 中日ドラゴンズ       | 3 - 6  | ロッテオリオンズ   | 後楽園球場 |
| 10月21日（月）                          | 第5戦  | 中日ドラゴンズ       | 0 - 2  | ロッテオリオンズ   | 後楽園球場 |
| 10月22日（火）                          | 移動日 | 移動日               | 移動日 | 移動日             | 移動日     |
| 10月23日（水）                          | 第6戦  | ロッテオリオンズ     | 3 - 2  | 中日ドラゴンズ     | 中日球場   |
| 優勝：ロッテオリオンズ（24年ぶり2回目） |        |                      |        |                    |            |

### 第1戦
10月16日　中日　入場者22148人
| ロッテ | 0 | 0 | 2 | 1 | 0 | 0 | 0 | 0 | 1  | 4 |
| 中日   | 1 | 0 | 0 | 0 | 0 | 2 | 0 | 0 | 2x | 5 |

（ロ）金田、水谷則、成田、木樽、●村田（1敗）－村上

（中）松本幸、三沢、渋谷幸、○星野仙（1勝）－木俣

本塁打

（ロ）弘田1号ソロ（4回三沢）
[審判]セ岡田和（球）パ道仏　セ竹元　パ岡田豊（塁）セ久保田　パ斎田（外）
公式記録関係（日本野球機構ページ）

### 第2戦
10月17日　中日　入場者24798人
| ロッテ | 0 | 0 | 1 | 0 | 0 | 2 | 0 | 4 | 1 | 8 |
| 中日   | 2 | 0 | 0 | 0 | 3 | 0 | 0 | 0 | 0 | 5 |

（ロ）木樽、八木沢、三井、水谷則、○成重（1勝）、村田－榊、土肥、村上

（中）鈴木孝、竹田、渋谷幸、稲葉、●星野仙（1勝1敗）、星野秀、水谷－木俣

本塁打

（ロ）山崎1号ソロ（6回竹田）、有藤1号ソロ（8回星野仙）

（中）広瀬1号ソロ（5回木樽）
[審判]パ斎田（球）セ松橋　パ道仏　セ竹元（塁）パ大野　セ久保田（外）
3-5とリードされたロッテは8回、有藤通世の本塁打、弘田澄男の適時打と前日に続いて星野仙を攻略。急遽リリーフした星野秀孝から得津高宏が2点適時打を放ち逆転。一方、ロッテの村田は8回9回を無安打に抑えた。
公式記録関係（日本野球機構ページ）

### 第3戦
10月19日　後楽園　入場者29103人
| 中日   | 0 | 0 | 0 | 3 | 0 | 2 | 0 | 0 | 0 | 5 |
| ロッテ | 0 | 0 | 0 | 0 | 0 | 0 | 0 | 4 | 0 | 4 |

（中）○松本幸（1勝）、S鈴木孝（1S）－木俣

（ロ）●成田（1敗）、八木沢、水谷則、成重－土肥、村上

本塁打

（中）谷沢1号3ラン（4回成田）、島谷1号ソロ（6回成田）、谷沢2号ソロ（6回成田）
 
（ロ）前田1号3ラン（8回松本幸）
[審判]セ松橋（球）パ大野　セ岡田和　パ道仏（塁）セ竹元　パ岡田豊（外）
公式記録関係（日本野球機構ページ）

### 第4戦
10月20日　後楽園　入場者43128人
| 中日   | 1 | 0 | 0 | 0 | 0 | 2 | 0 | 0 | 0 | 3 |
| ロッテ | 0 | 0 | 0 | 3 | 0 | 3 | 0 | 0 | X | 6 |

（中）稲葉、水谷寿、竹田、●渋谷幸（1敗）、三沢、星野秀－木俣

（ロ）○金田（1勝）、S村田（1敗1S）－村上

本塁打

（中）高木守1号ソロ（1回金田）、マーチン1号ソロ（6回金田）

（ロ）弘田2号ソロ（6回渋谷幸）、有藤2号ソロ（6回渋谷幸）
[審判]パ岡田豊（球）セ岡田和　パ大野　セ久保田（塁）パ斎田　セ松橋（外）
公式記録関係（日本野球機構ページ）

### 第5戦
10月21日　後楽園　入場者28187人
| 中日   | 0 | 0 | 0 | 0 | 0 | 0 | 0 | 0 | 0 | 0 |
| ロッテ | 1 | 0 | 0 | 0 | 0 | 0 | 1 | 0 | X | 2 |

（中）●鈴木孝（1敗1S）、竹田－木俣

（ロ）○木樽（1勝）－村上
[審判]セ竹元（球）パ斎田　セ久保田　パ大野（塁）セ岡田和　パ道仏（外）
公式記録関係（日本野球機構ページ）

### 第6戦
10月23日　中日　入場者23433人
| ロッテ | 0 | 1 | 0 | 0 | 1 | 0 | 0 | 0 | 0 | 1 | 3 |
| 中日   | 0 | 0 | 1 | 0 | 0 | 1 | 0 | 0 | 0 | 0 | 2 |

（ロ）○村田（1勝1敗1S）－村上

（中）松本幸、●星野仙（1勝2敗）－木俣

本塁打

（ロ）千田1号ソロ（5回松本幸）

（中）大島1号ソロ（6回村田）

[審判]パ道仏（球）セ久保田　パ斎田　セ松橋（塁）パ岡田豊　セ竹元（外）

公式記録関係（日本野球機構ページ）

## 表彰選手
- 最優秀選手賞 弘田澄男（ロ）
- 敢闘賞 高木守道 (中)
- 打撃賞、技能賞 有藤通世 (ロ)
- 最優秀投手賞 村田兆治 (ロ)
- 優秀選手賞 山崎裕之 (ロ)

## テレビ・ラジオ中継

### テレビ中継
- 第1戦:10月16日
  - 中部日本放送≪TBS系列≫　実況：後藤紀夫（CBC）　解説：杉浦清（CBC）　ゲスト解説：野村克也（南海選手兼任監督）
- 第2戦:10月17日
  - 東海テレビ≪フジテレビ系列≫　実況：吉村功（THK）　解説：杉下茂（THK）、吉田義男（KTV・CX、翌年から阪神監督）　ゲスト解説：稲尾和久（太平洋クラブ監督、この年で辞任）、荒川博（ヤクルト監督）
- 第3戦:10月19日
  - 日本テレビ　実況：越智正典（NTV）　解説：青田昇（NTV、翌年からNETテレビへ移籍）　ゲスト解説：山田久志（阪急）、田淵幸一（阪神）
- 第4戦:10月20日
  - 日本テレビ　実況：赤木孝男（NTV）　解説：別当薫（NTV）　ゲスト解説：山田久志、田淵幸一
  - NHK総合　実況：羽佐間正雄（NHK）　解説：鶴岡一人（NHK）　ゲスト解説：上田利治（阪急監督）
- 第5戦:10月21日
  - 東京12チャンネル　実況：金子勝彦（12ch）　解説：有本義明（12ch）、大島信雄（12ch）、森徹（12ch）
- 第6戦:10月23日
  - NHK総合　実況：佐藤隆輔（NHK）　解説：加藤進（NHK）　ゲスト解説：小山正明（阪神投手コーチ）共同インタビュアー:西田善夫
- 中日が前回優勝した20年前は、民放テレビ局は全国で日本テレビしかなく、中部日本放送（CBC）と東海テレビの両在名民放テレビ局にとっては初の日本シリーズ中継となった。また、第7戦があった場合CBCと東海テレビが中継を担当する予定だった。

### ラジオ中継
- 第1戦:10月16日
  - NHKラジオ第1　解説：鶴岡一人、加藤進
  - TBSラジオ（JRN・CBCラジオ制作）　実況：福井豊治　解説：皆川睦雄、板東英二
  - 文化放送（NRN）　解説：別所毅彦　ゲスト解説：荒川博
  - ニッポン放送（NRN・東海ラジオ制作）　実況：犬飼俊久　解説：大島信雄　ゲスト解説：福本豊（阪急）
  - ラジオ関東（現：ラジオ日本）　解説：河村保彦、大沢啓二
- 第2戦:10月17日
  - NHKラジオ第1　解説：鶴岡一人、小西得郎
  - TBSラジオ（JRN・CBCラジオ制作）　実況：田口豊太郎　解説：杉浦清　ゲスト解説：野村克也
  - 文化放送（NRN・東海ラジオ制作）　実況：亀関開　解説：法元英明　ゲスト解説：福本豊
  - ニッポン放送（NRN）　解説：大島信雄　ゲスト解説：松岡弘（ヤクルト）
  - ラジオ関東　解説：河村保彦、大沢啓二
- 第3戦:10月19日
  - NHKラジオ第1　解説：鶴岡一人、加藤進
  - TBSラジオ（JRN）　解説：水原茂　ゲスト解説：稲尾和久
  - 文化放送（NRN）　ゲスト解説：荒川博、張本勲（日本ハム）
  - ニッポン放送（NRN）　実況：深澤弘　解説：関根潤三　ゲスト解説：若松勉（ヤクルト）
- 第4戦:10月20日
  - NHKラジオ第1　解説：加藤進、小西得郎
  - TBSラジオ（JRN）　解説：田宮謙次郎　ゲスト解説：野村克也
  - 文化放送（NRN）　実況：戸谷真人　解説：別所毅彦　ゲスト解説：張本勲
  - ニッポン放送（NRN）　解説：土井淳、秋山登
- 第5戦:10月21日
  - NHKラジオ第1　解説：加藤進、鶴岡一人
  - TBSラジオ（JRN）　解説：松木謙治郎　ゲスト解説：野村克也
  - 文化放送（NRN）　解説：別所毅彦　ゲスト解説：張本勲
  - ニッポン放送（NRN）　実況：枇杷阪明　解説：豊田泰光　ゲスト解説：松原誠（大洋）
  - ラジオ関東　解説：千葉茂、大沢啓二、宮田征典　ゲスト解説：広岡達朗（ヤクルトコーチ）
- 第6戦:10月23日
  - NHKラジオ第1　解説：小西得郎、鶴岡一人
  - TBSラジオ（JRN・CBCラジオ制作）　解説：田宮謙次郎、板東英二
  - 文化放送（NRN・東海ラジオ制作）　実況：犬飼俊久　解説：大島信雄　ゲスト解説：野村克也
  - ニッポン放送（NRN）　解説：関根潤三
  - ラジオ関東　解説：河村保彦、大沢啓二